# Christian Kjellvander
Christian Kjellvander, född 13 maj 1976 i Malmö, är en svensk låtskrivare, sångare och gitarrist. Han var tidigare frontfigur i svenska lo-fi/alternativ countrybandet Loosegoats. Han har också givit ut ett album tillsammans med sin numera avlidne bror Gustaf Kjellvander under namnet Songs of Soil. Tillsammans med Tonbruket har han släppt två skivor.

## Biografi
Christian Kjellvander flyttade som sexåring till Seattle i USA med sin familj. Efter omkring 10 år i USA återvände han till Sverige med sin mor och två bröder. Familjen flyttade då till Mörkö i Sörmland. 1992 flyttade familjen till Skåne och Lund. Året därpå startade Kjellvander Loosegoats, som från början var tänkt som ett enmansband, men som kom att utökas. På 2010-talet bodde Kjellvander i Österåkers före detta missionshus i Vingåkers kommun med sin dåvarande hustru. Han hade byggt om delar av missionshuset till studio. Kjellvander är numera bosatt i Enskede.

### Loosegoats
Loosegoats bildades 1993 av Christian Kjellvander. Bandet släppte sin sista skiva 2001 och därefter inledde Kjellvander en solokarriär.
1997 avled Christian Kjellvanders far. Händelsen och relationen till honom behandlas i låten "Stum Mountain Man" på Loosegoats-skivan Plains, Plateaus and Mountains från 1999 och "Jesus" från Songs of Soil-skivan The Painted Trees of Ghostwood.

### Songs of Soil
2000 samarbetar Christian med brodern Gustaf Kjellvander under namnet Songs of Soil, vilket resulterade i albumet The Painted Trees of Ghostwood, som gavs ut samma år. Från skivan släpptes även singeln Heather Bend.
Albumet spelades in under tio dagar i ett missionshus i skånska Sebbarp. Skivan mottogs väl.  The Painted Trees of Ghostwood fanns med då tidningen Sonic listade sin "100 bästa svenska skivor genom tiderna".

### Solokarriären tar fart
2002 kom Kjellvanders solodebut, Songs from a Two-Room Chapel, som blev hyllad bland kritiker och grammisnominerades. I november korades Kjellvander till ”band of the week” av MTVE.com. Skivan åtföljdes av turnerande, såväl i Sverige som i Europa.
Från albumet släpptes singlarna Homeward Rolling Soldier och Oh Night, som uteslutande innehåller låtar från albumet. Vinylutgåvan av albumet, som släpptes först 2004, innehöll även en 7"-singel som följde med som bonus till de 500 första utgåvorna. Singeln innehöll två covers, Neil Youngs ”Over and Over” och Townes Van Zandts ”Waitin' Around to Die”.
2003 släpptes samlingsskivan Introducing the Past, som består både av material från Kjellvanders solokarriär och de tidigare bandkonstellationerna, Loosegoats och Songs of Soil. I anslutning till skivan släpptes singeln Portugal, vilken även inkluderades på nämnda samlingsskiva. På hösten samma år turnerade Kjellvander tillsammans med Nicolai Dunger.
Året efter, 2004, turnerade Kjellvander med The Cardigans.

### Faya
Efter två års tystnad släpptes Kjellvander 2005 sitt andra soloalbum, Faya. Skivan mottogs väl och nominerades till en grammis i kategorin ”Årets rockalbum (solo)”. Från skivan släpptes två singlar, Drunken Hands och Drag the Dirt In, där den förstnämnda förutom titelspåret även innehöll en cover på Townes Van Zandts ”For the Sake of the Song”.
2005 och 2006 turnerade Kjellvander, bland annat tillsammans med Lars Winnerbäck och Lloyd Cole.

### I Saw Her From Here/I Saw Here From Her
2007 släpptes Kjellvanders tredje soloskiva, I Saw Her From Here/I Saw Here From Her. Albumet kretsar kring temat kärlek och var, enligt Kjellvander själv, ”en naturlig reaktion på skivan innan”. Skivan fick ett gott mottagande. Albumet tilldelades priset i kategorin singer-songwriter på Manifestgalan. I anslutning till skivan gav sig Kjellvander ut på Sverigeturné tillsammans med Kristofer Åström. Den 10 november medverkade Christian i TV-programmet Babben & Co, där han framförde en akustisk version av låten ”Two Souls”.
2008 agerade Kjellvander förband åt Leonard Cohen på dennes Sverigeturné. Samma år gjorde Kjellvander en så kallad vardagsrumsturné i USA tillsammans med sin fru, Karla-Thérèse Kjellvander. Han medverkade även på samlingsskivan Mission Hall Sessions, med låtarna ”Two Souls” och Townes Van Zandt-covern ”If I Needed You”.
2009 återförenades Kjellvander med sitt gamla band Loosegoats för att göra tre exklusiva spelningar.

### The Rough and Rynge
Den 10 november 2010 släpptes Kjellvanders fjärde soloalbum, The Rough and Rynge. Skivan, som inte minst utmärker sig för sin akustiska ljudbild, spelades in på Rynge slott mellan 25 och 28 juli 2010. Kjellvander själv agerade producent. Skivan mottogs mycket väl.
Den 18 juni 2011 avled Christian Kjellvanders bror Gustaf Kjellvander oväntat i sömnen. Christian Kjellvander kommenterade händelsen såhär: Gustaf var en otroligt vital människa. Man föds med en viss vikt och livet går ut på att sprida denna vikt omkring sig, för att slutligen lätta mot det oundvikliga. De han berörde blev på något vis bättre människor. Han gav och gav i rask takt och spred så mycket värme att jag inte vet hur vi ska klara oss utan den.

### Återförening med Loosegoats
År 2012 återförenades Loosegoats. Kjellvander menade att efter broderns plötsliga död längtade han efter vänskapen och värmen i det gamla bandet. I april 2012 kom albumet Ideas for to travel down death's merry road ut, bandets första skiva på elva år. Skivan mottogs mycket väl av bland andra Jan Gradvall.

### The Pitcher och senare
Sommaren 2013 spelade Kjellvander och hans band in The Pitcher tillsammans med Craig Schumacher hemma hos Kjellvander och i Svenska Grammofonstudion. Skivan, som färgas av ett samarbete med tonsättaren Martin Schaub och utvalda musiker ur Göteborgs Symfoniorkester, mottogs väl.
Sommaren 2016 spelas A Village: Natural Light in, även denna hemma hos Kjellvander. Skivan mottogs väl och prisades med årets singer-songwriter-pris på Manifestgalan.
Hösten 2018 släpptes skivan Wild Hxmans, 2020 About Love and Loving Again och 2023  Hold Your Love Still.

## Privatliv
Kjellvander är gift med musikern Frida Hyvönen som han även arbetat med musikaliskt. Han har tre barn från ett tidigare äktenskap.

## Diskografi

### Solo

#### Album
- 2002 – Songs from a Two-Room Chapel (Startracks)
- 2003 – Introducing the Past (samlingsskiva, Startracks)
- 2005 – Faya (Startracks)
- 2007 – I Saw Her From Here/I Saw Here From Her (Startracks)
- 2010 – The Rough and Rynge
- 2013 – The Pitcher (även utgåva med både LP och CD)
- 2016 – A Village: Natural Light
- 2018 – Wild Hxmans
- 2020 – About Love and Loving Again
- 2023 – Hold Your Love Still

#### Singlar
- 2002 – Homeward Rolling Soldier (Startracks)
- 2002 – Oh Night (Startracks)
- 2003 – Portugal (Startracks)
- 2005 – Drunken Hands (Startracks)
- 2006 – Drag the Dirt In (Startracks)

### Christian Kjellvander, Tonbruket
- 2020 – Doom Country
- 2023 – Fossils

### Songs of Soil

#### Album
- 2000 – The Painted Trees of Ghostwood

#### Singlar
- 2000 – Heather Bend

### Loosegoats

#### Album
- 1997 – For Sale by Owner (Startracks)
- 1997 – A Mexican Car in a Southern Field (Startracks)
- 1999 – Plains, Plateaus and Mountains (Startracks)
- 2001 – Her, the City, et al (Startracks)
- 2012 – Ideas for to Travel Down Death's Merry Road (Startracks)

#### EP
- 1995 – Small Lesbian Baseball Players (Bad Taste Records)
- 1995 – Mule Habit (Startrec)
- 1996 – Country Crock (Startracks)
- 1997 – Slotmachines and Busted Dreams (Startracks)
- 1997 – Disdialogic (Startracks)
- 2001 – Form and the Feeling (Startracks)

#### Singlar
- 1997 – Navajo (the Indians Are Restless) (Chapel Hill)
- 1998 – Fender (Startracks)
- 1999 – Adversity (Startracks)
- 2001 – Yucca Mountain (Startracks)
- 2012 – Montananas (Startracks)